# Euphorbia beillei
Euphorbia beillei es una especie fanerógama perteneciente a la familia de las euforbiáceas. Es endémica de México.

## Taxonomía
Euphorbia beillei fue descrita por Auguste Jean Baptiste Chevalier y publicado en Revue de Botanique Appliquée et d'Agriculture Tropicale 13: 559. 1933.
Etimología
Euphorbia: nombre genérico que deriva del médico griego del rey Juba II de Mauritania (52 a 50 a. C. - 23), Euphorbus, en su honor – o en alusión a su gran vientre –  ya que usaba médicamente Euphorbia resinifera. En 1753 Carlos Linneo asignó el nombre a todo el género.
beillei: epíteto otorgado en honor del botánico francés Lucien Beille, quien fue director del Jardín Botánico de Burdeos.
Sinonimia
- Elaeophorbia beillei (A.Chev.) Jacobsen[5]